# Napoléon Landais
Napoléon Landais (Pseudonym Eugène de Massy; * 3. Juni 1804 in Laval (Mayenne); † 20. August 1852 in Paris) war ein französischer  Literat, Romanist, Lexikograf und Grammatiker.

## Leben
Landais war einer der marktführenden Lexikografen und Grammatiker des Französischen um die Mitte des 19. Jahrhunderts. Seine Werke wurden etwa 30 Jahre lang verlegt. Daneben publizierte er Romane und erzieherische Schriften.
Im lexikografischen und grammatikografischen Bereich stand Landais in Konkurrenz zu seinem Zeitgenossen Louis-Nicolas Bescherelle, der ihn um 30 Jahre überlebte. Nach Landais’ Tod 1852 nahm sich Louis Barré einiger seiner Werke an, doch wurden sie nicht über das Zweite Kaiserreich hinaus verlegt.

## Werke

### Lexikografie und Grammatikografie
- Dictionnaire général et grammatical des dictionnaires français, 2 Bde., Paris 1834 (letzte Auflage 1853 mit Complément du grand dictionnaire des dictionnaires français de Napoléon Landais... par une société de savants... sous la direction de MM. D. Chésurolles et Louis Barré, nachgedruckt Paris 1939)
- Grammaire Générale des Grammaires Françaises présentant la solution analytique, raisonnée et logique de toutes les questions grammaticales anciennes et modernes, 1835 (ab 1856  hrsg. von Louis Barré und D. Chésurolles, letzte Auflage 1865)
- Grammaire générale, ou Résumé de toutes les grammaires françaises, 1838, 1839
- Dictionnaire classique français, Paris 1839 (letzte Auflage 1860)
- Petit Dictionnaire français, Paris 1839 (letzte Auflage 1855)
- Petit Dictionnaire des dictionnaires français illustré, extrait du grand par Désiré Chésurolles, Paris 1856 (letzte Auflage 1875)
- (zusammen mit Louis Barré) Dictionnaire des rimes françaises, Paris 1859

### Romane (unter dem Pseudonym Eugène de Massy)
- Une vie de courtisane, Paris 1833
- Une femme du peuple, Paris 1834
- La fille d’un ouvrier, Paris 1837

### Weitere Werke
- Commentaires et études littéraires, Paris 1840
- Lettres à Amélie sur le mariage, Paris 1845
- Choix de fables de La Fontaine expliquées aux enfants, Paris 1846
- Petit manuel des connaissances utiles, Paris 1850